# Дейв Голдберг
Девід Брюс Голдберг (англ. David Bruce Goldberg; 2 жовтня 1967, Чикаго, США — 1 травня 2015, Пунта Міта, Мексика) — американський консультант з менеджменту та бізнесмен. Засновник LAUNCH Media та генеральний директор SurveyMonkey. Чоловік Шеріл Сандберг, головний операційний директор Facebook.

## Молодість й освіта
Народився 2 жовтня 1967 року в єврейській родині у Чикаго, штат Іллінойс, дитинство пройшло у Міннеаполісі, штат Міннесота. Його мати, Пола Голдберг, — співзасновниця та виконавчий директор Pacer Center, а батько, Мелвін Берт «Мел» Голдберг (1942—1998), працював заступником декана та професором Юридичного коледжу Вільяма Мітчелла. Під час навчання у середній школі Дейв проходив стажування у газеті «Мінніаполіс Стар Триб'юн». У 1985 році закінчив міннеапольську школу Блейка, у 1989 році з відзнакою magna cum laude закінчив Гарвардський університет за спеціальністю історія та державне управління. Голдберг був затятим вболівальником «Міннесоти Вайкінгс» протягом усього свого життя.

## Кар'єра
Після закінчення коледжу Голдберг працював у Bain & Company протягом двох років. Він планував вступити до юридичної школи, але натомість приєднався до Capitol Records, де обіймав посаду директора з маркетингової стратегії та розвитку нового бізнесу. Він заснував компанію LAUNCH Media у 1994 році й очолив її шляхом придбання Yahoo Inc. у 2001 році. У 2007 році він залишив Yahoo та приєднався до Benchmark Capital, а у 2009 році — до SurveyMonkey.

## Особисте життя
У 2004 році Голдберг одружився з Шеріл Сандберг. Пара виховувала двох дітей і жила у Менло-Парк, Каліфорнія. До своєї смерті він з дружиною активно займалися філантропією, підписавши присягу дарування.

## Смерть і меморіали
1 травня 2015 року Голдберг раптово помер під час відпочинку з Сандберг на приватній пляжній віллі поблизу Four Seasons Hotels and Resorts у Пунта-Міта, Мексика; його оголосили мертвим у лікарні у Нуево-Вальярта. Смерть Голдберга спочатку пояснювали падінням з бігової доріжки під час занять у тренажерному залі, травмою голови та втратою крові. Згодом Сандберг заявила, що смерть чоловіка сталася через аритмію, викликану недіагностованою ішемічною хворобою серця.
Марк Цукерберг, виконавчий директор Facebook, сказав у дописі, що Голдберг був «дивовижною людиною, і я радий, що познайомився з ним». «Один зі справді великих людей на планеті, Дейв мав неймовірно видатний характер», — сказав Дік Костоло, виконавчий директор Twitter. «Один з найдобріших і найщедріших друзів, яких я знав», — сказав Джефф Вайнер, виконавчий директор LinkedIn.
Друг Голдберга, професійний гравець у покер Філ Гельмут, подарував родині померлого свій історичний браслет 14-ї Світової серії покеру.
Поминальна служба відбулася у Стенфордській меморіальній аудиторії у кампусі Стенфордського університету 5 травня 2015 року. На 90-хвилинному богослужінні були присутні багато представників, яких «Fortune» назвав «елітою кремнієвої долини», а також фронтмен «U2» Боно, який виконав свою пісню «One», й актор Бен Аффлек. Аффлек працював з Голдбергом, коли той був членом ради директорів компанії Live Planet, засновану актором, а також над Ініціативою Східного Конго, для якої Голдберг допоміг Аффлеку зібрати кошти.
Шеріл Сандберг, дружина Голдберга, написала допис-есе у Facebook на згадку про Голдберга через 30 днів після його смерті (період шлошима), розповідаючи про свою боротьбу з подоланням горя його смерті та підтримку, яку близькі надали їй у цей важкий час. Допис обговорювався у «Business Insider» і «Нью-Йорк таймс».